# Emesis olivae
Emesis olivae är en fjärilsart som beskrevs av Butler och Druce 1872. Emesis olivae ingår i släktet Emesis och familjen Riodinidae. Inga underarter finns listade i Catalogue of Life.